# Uroplectes vittatus
Espèce
Synonymes
- Lepreus vittatus Thorell, 1876
- Uroplectes jutrzenkai Penther, 1900
- Uroplectes fischeri nigrocarinatus Kraepelin, 1913
- Uroplectes chubbi briodi Schenkel, 1932

Uroplectes vittatus est une espèce de scorpions de la famille des Buthidae.

## Distribution
Cette espèce se rencontre en Afrique du Sud, au Eswatini, au Botswana, en Namibie, en Angola, en Zambie, au Zimbabwe, au Mozambique, en Tanzanie et au Kenya.

## Description

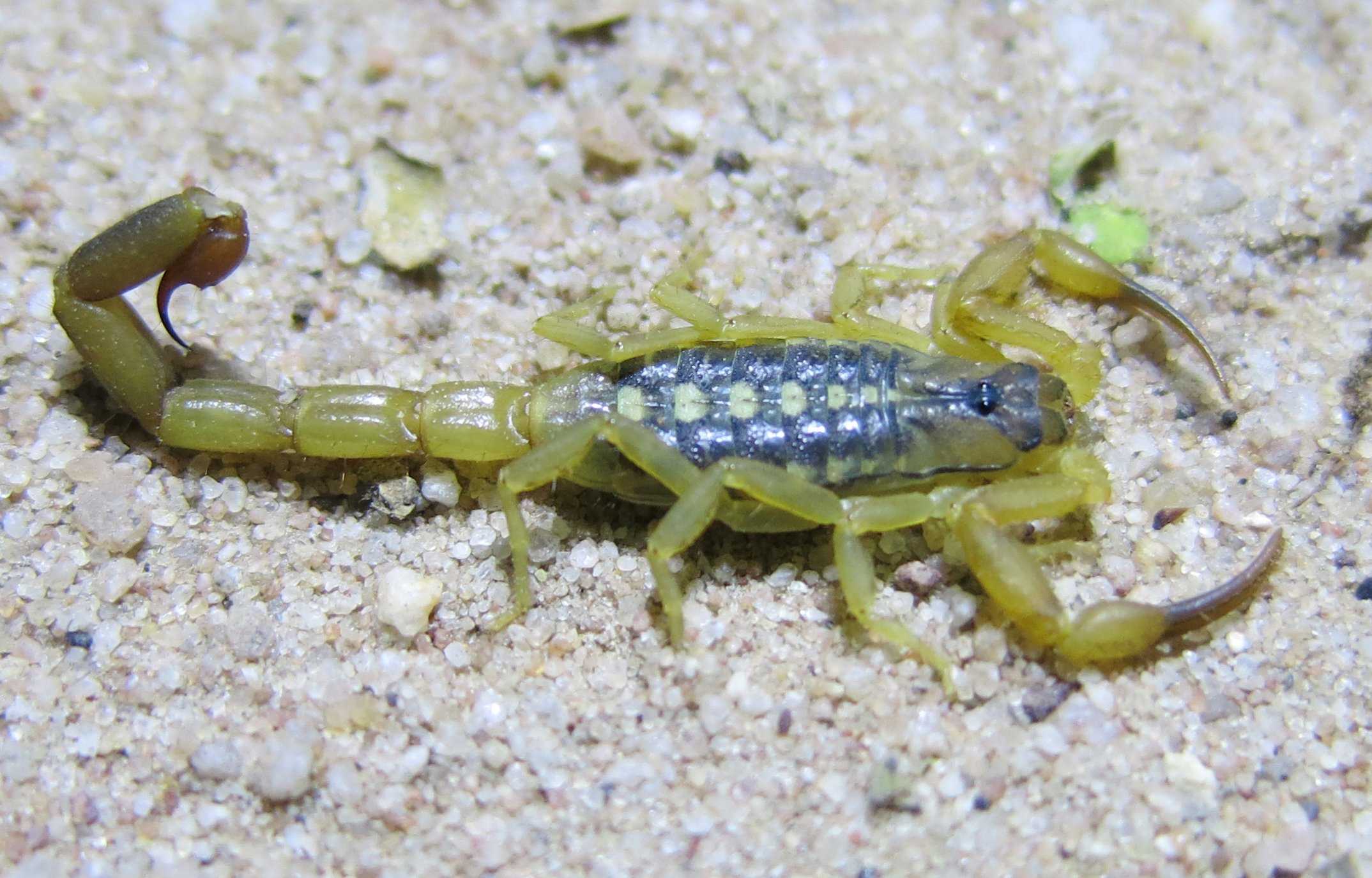
Uroplectes vittatus

Le mâle holotype mesure 53 mm.

## Systématique et taxinomie
Cette espèce a été décrite sous le protonyme Lepreus vittatus par Thorell en 1876. Elle est placée dans le genre Uroplectes par Pocock en 1896.

## Publication originale
- Thorell, 1876 : « Études Scorpiologiques. » Atti della Societa Italiana di Scienze Naturali, vol. 19, p. 75–272 (texte intégral).